# Santana do Araguaia
Santana do Araguaia este un oraș în Pará (PA), Brazilia.